# باتيسكون (كيبك)
باتيسكون (بالإنجليزية: Batiscan, Quebec)‏ هي بلدية محلية في كيبيك تقع في كندا في Les Chenaux Regional County Municipality. يقدر عدد سكانها بـ 940 نسمة ومساحتها 58.90 كم2 .